# كينيما
كينيما هي مدينة، تتبع المحافظة الشرقية ‏، هي عاصمة المحافظة الشرقية ‏، بلغ عدد سكانها 188٬463 نسمة، في 2013.

## أعلام
- موسى كالون
- كي كامارا
- محمد كالون
- بول كباكا